# 藍白體育會
藍白體育會（GD Lam Pak）是一支澳門的足球會，位于澳門特別行政區，曾經是澳門甲組足球聯賽參賽球隊之一，9次奪得澳門甲組足球聯賽冠軍，已於2012年底退出。

## 球隊歷史
藍白曾經是澳門足壇的一支強隊，曾奪得9次澳門甲組足球聯賽冠軍，以及1次澳門足總盃冠軍。
於2012年底，藍白突然宣佈退出澳門甲組足球聯賽。

## 球隊榮譽
| 澳門甲組足球聯賽冠軍 | 9 | 1992年, 1994年, 1997年, 1998年, 1999年, 2001年, 2006年, 2007年, 2009年 |
| 澳門足總盃冠軍       | 1 | 2012年                                                                 |

## 著名球員
- 約翰艾馬
- 湛錫安
- 杜永強
- 韋君龍
- 楊熙智
- 姚學文
- 陳達燊
- 林家駒
- 謝智民
- 鄭德堅
- 朱漢明
- 容健忠
- 古廣堅
- 林加寶
- 林加進

## 外部連結
- 澳門足球總會 Macau Football Association（页面存档备份，存于）